# La Vie au bout des doigts
Pour plus de détails, voir Fiche technique et Distribution.
La Vie au bout des doigts est un documentaire français réalisé par Jean-Paul Janssen sorti en 1982, mettant en scène Patrick Edlinger vivant totalement sa passion, l'escalade, qu'il pratique ici en solo intégral (à « mains nues »), c’est-à-dire sans corde ni aucun assurage.
Ce film reste mythique à plus d'un titre dans le monde de l'escalade. Il est considéré comme le premier film d'escalade (c'est-à-dire où l'escalade est une activité en soi et non un moyen de pratiquer l'alpinisme), son succès médiatique a été tel qu'il a propulsé Patrick Edlinger au rang de star mondiale, et surtout qu'il a fait connaître l'escalade au grand public,,. Le film a été nommé à la 9e cérémonie des César en 1984 dans la catégorie César du meilleur court-métrage documentaire.

« C'est parce que Patrick Edlinger est apparu un jour dans les pages du magazine Actuel, que l'histoire de l'escalade s'est transformée en Histoire tout court. Cheveux longs, blonds, un corps étonnamment sculpté, et puis cette voix à l'accent du Sud qui affirmait des valeurs inhabituelles pour l'époque: la beauté de la nature, la joie du risque, l'esprit du vertige. Il n'a fallu que ces quelques images pour que le mythe s'installe. »[réf. nécessaire]

— Jean-Paul Janssen

## Synopsis

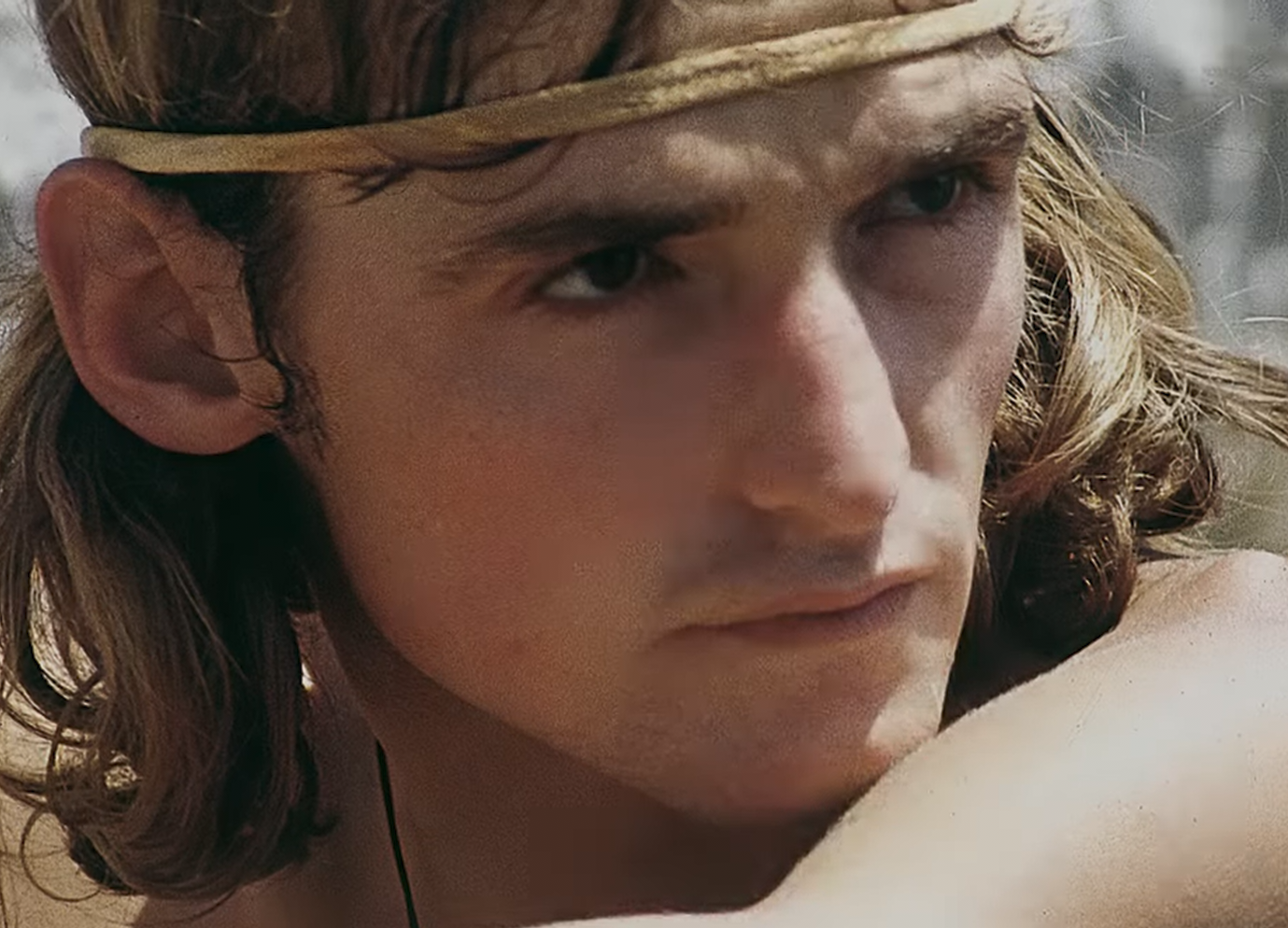
Patrick Edlinger

La Vie au bout des doigts démarre par une séance d'escalade en traversées marines en solo sur le site de la Piade près de Toulon. Dans la seconde partie, Patrick Edlinger s'entraîne à Buoux avant de gravir en solo plusieurs longueurs de ce site d'escalade devenu célèbre. Alors que le montage semble laisser penser qu’il s’agit d’une longue voie extrêmement difficile, ce sont en réalité plusieurs ascensions mises bout-à-bout, Edlinger évitant volontairement des prises pour renforcer l’aspect spectaculaire de ses mouvements. Edlinger grimpe sur la dalle du Golot Fou (voie cotée 6b), le toit de DSF (Dingue Stress Flippe, cotée 6b+),, le toit de La Béda (cotée 6a+),,, et enfin la dernière longueur du Pilier des Fourmis (cotée 7a) à la fin du film.

## Fiche technique
- Titre original : La Vie au bout des doigts
- Réalisation  et scénario : Jean-Paul Janssen
- Directeur de la photo : Gilbert Loreaux
- Montage : Hélène Muller et Marie Coulais
- Son : Bruno Le Jean et Elvire Lerner
- Budget : 150 000 francs[13]
- Pays d'origine :  France
- Langue originale : français
- Format : couleur — 35 mm[14]
- Genre : documentaire
- Durée : 26 minutes
- Production : Antenne 2 et Charlie Bravo
- Dates de sortie : 11/12/1982

## Distribution
- Patrick Edlinger : lui-même

## Production
Venu passer, au début des années 80, des vacances à La Palud-sur-Verdon, Jean-Paul Janssen, réalisateur et cameraman révélé par le magazine télé « Cinq colonnes à la Une », est intrigué par les grimpeurs locaux. Plus tard, accompagné de son assistant, Laurent Chevallier, jeune cameraman amateur d’escalade et d’alpinisme qui vient de tourner quelques images au Nanga Parbat avec Patrick Berhault, il prend contacta avec les têtes d’affiche de la presse spécialisée. Il s'ensuit une trilogie de documentaires, respectivement nommés, « Overdon », « Oversand », « Overice ». « Je me suis demandé pourquoi on nous contactait pour faire ces films, je me demandais si ça allait intéresser, en revanche, on se disait qu’on allait voyager, dormir à l’hôtel et bien bouffer. Pour une fois ! » souligne Patrick Edlinger dans son autobiographie. L’aventure médiatique ne fait que commencer...
En parallèle des films paraît, en avril 1981, un article, intitulé « L’overdose en escalade, ça s’appelle la chute », dans la magazine Actuel. Si ce papier fait passer les adeptes de ce sport pour des trompe-la-mort, au grand regret de Patrick, il met déjà en lumière la philosophie du Blond. « Là-haut, tu ne vois plus de pourriture, de merde ni d’injustice » peut-on lire. Ainsi, l’escalade et ses héros rencontrent un public nouveau, plus large. C’est alors que Jean-Paul Janssen contacte Patrick en vue d’un futur projet. « Je n’ai pas hésité une seule seconde. Depuis « Overdon », nous avions noué une véritable amitié. Et puis, le projet me plaisait et, chose pas négligeable, Jean-Paul me proposait un cachet de 10 000 francs. Je n’avais jamais eu l’occasion de gagner une somme pareille » se souvient le grimpeur.
Si le tournage est initialement prévu à Toulon, au toit des rochers de La Piade, avec la mer en toile de fond, un autre lieu vient s’ajouter, de manière totalement improvisée. Caméra au poing, Jean-Paul Janssen  découvre Buoux, un lieu paisible où s’est écrite l’histoire de l’escalade. Voir évoluer Patrick en solo sur des voies aujourd’hui mythiques, dont le fameux surplomb de « La Beda », conquit le réalisateur. S’ensuivent trois jours intenses de tournage. Pendant le tournage, Gilbert Loreaux, le chef-opérateur, suggère de laisser traîner une corde dans la voie, au cas où... "Edlinger n'en a jamais voulu, il disait que ça allait le perturber et il nous disait : 'ne vous inquiétez pas, il n'y a pas de risque'. Il jouait sa vie, mais il voulait la jouer à fond, il ne voulait pas bidonner. De toute façon il était sûr de lui, il avait une assurance terrible." Une fois de retour sur Paris, stupéfait par les images, le journaliste Jean-Louis Blondin s’exclame : « C’est vraiment la vie au bout des doigts ! » Le titre est né. Il ne reste plus qu’à y ajouter la bande musicale. Janssen opte pour « Pyramid » d’Alan Parsons Project. Une série de points qui permettront au grimpeur de rentrer dans la légende.
Le film est diffusé le 11 décembre 1982 à 17h50 dans l'émission "Les Carnets de l'Aventure" présentée par Pierre-François Degeorges sur Antenne 2,. Le public français dont la curiosité a été attisée par les bande annonces durant la semaine précédente, est rivé devant son écran : « Cheveux longs, blonds, un corps étonnamment sculpté, et puis cette voix à l’accent du sud qui affirmait des valeurs inhabituelles pour l’époque : la beauté de la nature, la joie du risque, l’esprit du vertige. Le mythe s’installe » souligne le réalisateur. « La Vie au bout des doigts », ce sont aussi des déclarations qui propulsent Patrick au rang d’idole pour certains. On retient particulièrement celle-ci, qui souligne la philosophie minimaliste du grimpeur : « L’essentiel dans la vie, c’est encore de savoir apprécier les choses simples et se contenter avec délectation d’un verre d’eau et d’un sandwich ».
Il y a eu un avant et un après « La Vie au bout des doigts ». À la suite du film, Patrick Edlinger devient une star, en témoigne la une Paris Match. À savoir que le film est un véritable succès. S’il a coûté 150 000 francs (environ 20 000 euros) à produire, il en rapporte 200 millions, notamment grâce à la vente par Antenne 2 dans 25 pays et l’obtention de plusieurs récompenses, allant du 7 d'Or (délivré par le magazine Télé 7 jours) à la nomination au César du meilleur documentaire (1984).
Une gloire difficile à gérer pour la famille. C’est bien simple : le téléphone sonne tout le temps ! Pour supporter la pression, Patrick commence à fumer, accompagné par ses nouveaux amis, Serge Gainsbourg et Coluche. « Je ne connaissais pas ce monde, je ne regardais jamais la télévision, mais j’ai compris que ce média était redoutable puisque du jour au lendemain, des inconnus me saluent, me demandent une signature comme si j’étais une vedette » explique-t-il dans son autobiographie. L’intégralité du quotidien de Patrick Edlinger est bouleversé,.
Avant de quitter la vie parisienne, Patrick Edlinger reçoit une énième récompense, en novembre 1984 en tant que personnalité préférée des Français. « Ils m’ont élu sportif préféré des Français. Ca ressemblait à un gag mais pas du tout, c’était sérieux ! ». Peu de temps après, il retourne dans les Gorges du Verdon : « Les falaises, les copains, le vide me manquaient, je me suis dit que j’allais y laisser mon âme et que j’allais plus me perdre que me trouver ».